# 校本萬葉集
校本萬葉集（こうほんまんようしゅう）は、20世紀に編纂された万葉集の校本である。正編、増補、新増補、新増補追補から成っている。

## 概要
佐佐木信綱・橋本進吉・武田祐吉らが1911年（明治45年）より、万葉集の定本を作るために校本を作成したものである。底本には寛永版本（寛永20年（1643年））を用いた。最初に刊行された1924-1925年版（本項目では仮に「正編」と呼ぶ）は、寛永版本の本文を数行ごとに切り離したものをもとに、諸本の校異と諸学説の書き入れを手書き文字で付した形で刊行された。1931年以降に増補された部分については活字で組んだ体裁で刊行された。
古写本には巻や歌の一部が欠けたり、『類聚古集』『古葉略類聚抄』のようにそもそも抜粋再編されたものもあるため、歌や詞書ごとにどの対校本が当該本文を有するかを上部欄外に略号で示している。書き入れについても原則として全て掲載することにし、元になった本が明らかに判明しているもののみ省略している。また書き入れが本文と同筆か別筆かについても注記されている。
万葉集の本文は漢字であるが平安時代から既に仮名で訓の付された本が作られており、本書では漢字本文・訓のそれぞれに対して校異が掲げられている。また後世の学説で訓について触れたものについても引用されている。

## 歴史
まず1911年（明治45年）、佐佐木信綱・橋本進吉・千田憲の3名が文部省文芸委員会から嘱託を受け、万葉集の定本を作成する事業が開始された。1916年（大正5年）1月からは東京帝国大学国語研究室の事業となり、佐佐木・橋本が嘱託を受け、同年3月から武田祐吉も嘱託を受けた。以降は武田が中心となる。
定本を作成する準備として、1918年（大正7年）10月には20種の古写本・古刊本を対校し終えた。ここで次に定本を作成する前にまず校本の形で公刊することになった。更に『仙覚抄』など古来の学説を収録することになり、久松潜一が新たに嘱託を受けた。
1919年（大正8年）、財団法人啓明会の出資によって校本の出版が決まった。しかし特殊な体裁や文字のため、活字整版のめどがつかず、手書きの原版となった。こうして1923年（大正12年）5月には校本20巻、4882頁の印刷が完成した。このほかに首巻と諸本輯影を加えて洋装6冊本として10月にも出版される予定であった。ところが同年9月1日の関東大震災で東京は大火災に見舞われた。製本所に積まれていた印刷済み500部が全て消失したほか、東京帝国大学国語研究室にあった校合底本、印刷用原稿、その清書原稿、各種索引、年譜、写真、万葉集の写本・注釈書・参考書等も消失してしまった。僅かに校正刷が佐佐木・武田のもとに1部ずつ火災を免れて残ったため、この事業が無駄にならなくて済んだのであった。
傷心の佐佐木のもとに訪れた同郷人の激励を契機として再び刊行の計画が立てられ、土佐の和紙による和装として附巻や訂正増補を加えて全25冊、5帙として1924年（大正13年）から刊行の運びとなった。

## 内容
以下の4つのバージョンがある。新たに発見されたもの等を対校に加えて増補を繰り返しているが、校異原稿を根本的に作り直すことは最低限にとどめ、部分的な修訂と増補を付加する形で拡張している。そのため、正編・増補・新増補の3箇所を常に相互参照しなければならない。更に新増補に「補遺」があり、後に広瀬本が発見されたことにより、「新増補追補」も加えられた。
1924-25年版
和装、帙入り、25冊。
1931-32年版（増補、普及版）
洋装、10冊。
1979-82年版（新増補）
洋装、17冊。
1994-95年版（新増補追補）
洋装、18冊、別巻3冊。別巻は影印。
以下に各版の対照表を掲げる。但し巻序は対照の都合上、実際のものとは異なる。
| ×            | 1925年版   | 1932年増補版 | 1982年新増補版 | 1995年版 | 備考 |
| ------------ | ---------- | ------------ | -------------- | -------- | ---- |
| 首巻上       | 首巻上     | 1            | 1              | 1        |      |
| 首巻下       | 首巻下     | 1            | 1              | 1        |      |
| 附巻         | 附巻       | 1            | 1              | 1        |      |
| 巻第1        | 巻第1      | 2            | 2              | 2        |      |
| 巻第2        | 巻第2      | 2            | 2              | 2        |      |
| 巻第3        | 巻第3      | 3            | 3              | 3        |      |
| 巻第4        | 巻第4      | 3            | 3              | 3        |      |
| 巻第5        | 巻第5      | 4            | 4              | 4        |      |
| 巻第6        | 巻第6      | 4            | 4              | 4        |      |
| 巻第7        | 巻第7      | 5            | 5              | 5        |      |
| 巻第8        | 巻第8      | 5            | 5              | 5        |      |
| 巻第9        | 巻第9      | 6            | 6              | 6        |      |
| 巻第10       | 巻第10     | 6            | 6              | 6        |      |
| 巻第11       | 巻第11     | 7            | 7              | 7        |      |
| 巻第12       | 巻第12     | 7            | 7              | 7        |      |
| 巻第13       | 巻第13     | 7            | 7              | 7        |      |
| 巻第14       | 巻第14     | 8            | 8              | 8        |      |
| 巻第15       | 巻第15     | 8            | 8              | 8        |      |
| 巻第16       | 巻第16     | 8            | 8              | 8        |      |
| 巻第17       | 巻第17     | 8            | 8              | 8        |      |
| 巻第18       | 巻第18     | 9            | 9              | 9        |      |
| 巻第19       | 巻第19     | 9            | 9              | 9        |      |
| 巻第20       | 巻第20     | 9            | 9              | 9        |      |
| 増補         | -          | 10           | 10             | 10       |      |
| 諸本輯影上   | 諸本輯影上 | 10           | 17             | 17       |      |
| 諸本輯影下   | 諸本輯影下 | 10           | 17             | 17       |      |
| 補遺         | -          | -            | 17             | 17       |      |
| 新増補巻第1  | -          | -            | 11             | 11       |      |
| 新増補巻第2  | -          | -            | 11             | 11       |      |
| 新増補巻第3  | -          | -            | 11             | 11       |      |
| 新増補巻第4  | -          | -            | 12             | 12       |      |
| 新増補巻第5  | -          | -            | 12             | 12       |      |
| 新増補巻第6  | -          | -            | 13             | 13       |      |
| 新増補巻第7  | -          | -            | 13             | 13       |      |
| 新増補巻第8  | -          | -            | 13             | 13       |      |
| 新増補巻第9  | -          | -            | 14             | 14       |      |
| 新増補巻第10 | -          | -            | 14             | 14       |      |
| 新増補巻第11 | -          | -            | 14             | 14       |      |
| 新増補巻第12 | -          | -            | 15             | 15       |      |
| 新増補巻第13 | -          | -            | 15             | 15       |      |
| 新増補巻第14 | -          | -            | 15             | 15       |      |
| 新増補巻第15 | -          | -            | 15             | 15       |      |
| 新増補巻第16 | -          | -            | 15             | 15       |      |
| 新増補巻第17 | -          | -            | 16             | 16       |      |
| 新増補巻第18 | -          | -            | 16             | 16       |      |
| 新増補巻第19 | -          | -            | 16             | 16       |      |
| 新増補巻第20 | -          | -            | 16             | 16       |      |
| 新増補追補   | -          | -            | -              | 18       |      |
| 廣瀬本1      | -          | -            | -              | 別冊1    |      |
| 廣瀬本2      | -          | -            | -              | 別冊2    |      |
| 廣瀬本3      | -          | -            | -              | 別冊3    |      |

首巻
「首巻」には以下の内容がある。
- 本書編纂事業の由来及経過
- 本書編纂の方針
- 本書の体裁
- 本書使用上の注意事項
- 校異を出さざる異体字並に通用字の表
- 万葉集諸本解説 附、万葉集を引用せる書籍古写本の解説
- 万葉集諸本系統の研究
- 万葉集註釈書の研究
- 万葉集研究史

附巻
「附巻」には以下の内容がある。
- 校本万葉集の刊行に就きて
  - 校本万葉集の刊行に際して（上田萬年）
  - 同（芳賀矢一）
  - 同（財団法人啓明会理事長 平山成信）
  - 校本万葉集印行の始末（佐佐木信綱）
- 大正十三年重刊に就きて
  - 校本万葉集の公刊をことほぎて（新村出）
  - 震災に於ける万葉集の損失につきて（佐佐木信綱）
  - 校本万葉集の再興につきて（佐佐木信綱）
- 附載
  - 万葉集の古写本及古筆切の研究（佐佐木信綱）
  - 索引（首巻諸本輯影及附巻）

増補
「増補」には以下の内容がある。
- 校本万葉集増補編纂の方針及び体裁
- 万葉集諸本解説増補
- （校異本文）
- 万葉集を引用せる書籍及び抄出本

新増補
「新増補」には以下の内容がある。
- 新増補版編纂の由来及び経過
- 新増補版の内容と使用上の注意要項
- 万葉集諸本並びに断簡類の解説
- 新増補版に採択せる初注釈書諸説の概要
  - 附載 万葉集を引用せる書籍の古写本
- （校異本文）
- 補遺

新増補追補
「新増補追補」には以下の内容がある。
- 第三次新増補・修訂版の由来及び経過
- 本書の内容と使用上の注意事項
- 万葉集諸本並びに断簡類の解説
- 広瀬本万葉集解説
  - 附録　摘出語・『万葉集佳詞』・『万葉部類倭歌抄』対照表
- 広瀬本万葉集校合の方針
- （校異本文）
  - 校本歌番号索引

## 採用された対校本
正編1925年版で採用された諸本は以下の通りである。大きく分けて仙覚の校訂を経たものとそれ以前のものとに分けられる。
- 桂本
- 藍紙本
- 金沢本
- 天治本
- 元暦校本
- 嘉暦伝承本
- 伝壬生隆祐筆本
- 神田本（現在は所蔵者が変わって「紀州本」という）
- 伝冷泉為頼筆本
- 細井本
- 活字無訓本
- 西本願寺本
- 温故堂本
- 東京帝国大学本（温故堂本の落丁部分のみ） - 消失
- 大矢本
- 金沢文庫本 - 巻11消失
- 京都帝国大学本
- 活字附訓本
- 類聚古集
- 古葉略類聚鈔

増補
増補で新たに校合に加えられた諸本は以下の通りである。
- 桂本断簡
- 元暦校本断簡
- 近衛家元亀本（温故堂本に欠けていた巻6巻初のみ。新増補では「陽明本」）
- 春日本
- 金沢文庫本
- 尼崎本

新増補
新増補で新たに校合に加えられた諸本は以下の通りである。
- 金砂子切
- 神宮文庫本
- 陽明本
- 近衛本
- 桂様切
- 後京極様切
- 柘枝切
- 伝教家筆切
- 伝解脱上人筆切
- 大字切
- 為氏様切
- 伝俊寛筆切
- 定家様切
- 桂本断簡
- 藍紙本断簡
- 元暦校本断簡
- 金沢本断簡
- 天治本断簡
- 検天治本
- 尼崎本断簡
- 金沢文庫本断簡

その他古葉略類聚鈔（一部）、元暦校本の影写本・模写本）、尼崎本・金沢文庫本などの影写本、類聚万葉も校合に加えてある。また古筆切も校合に加えてあるが、略号をゴシック体にし、明朝体活字の略号と区別している。
「増補」で採用された「近衛家元亀本」は略号を「近」としてある。新増補ではこの本を「陽明本」と改め略号「陽」とした。しかし一方で新たに採用した「近衛本」の略号を「近」としたため、増補と新増補で同じ略号「近」が別の本を指している。
なお陽明本は温故堂本と、近衛本は大矢本と同系統のため、それぞれ温故堂本と相違する点のみ、大矢本と相違する点のみを校異に掲げるということになった。従って陽明本・大矢本については底本である寛永版本との校異ではない。この結果、例えば陽明本が温故堂本と相違して寛永版本と同じ場合、「底本ニ同ジ」という記述様式を採っている。
新増補追補
新増補追補で新たに校合に加えられた諸本は以下の通りである。
- 桂本断簡
- 金砂子切断簡
- 藍紙本断簡
- 元暦校本断簡
- 天治本断簡
- 尼崎本断簡
- 広瀬本
- 春日本断簡
- 桂様切断簡
- 為氏様切断簡
- 金沢文庫本巻18、他断簡

広瀬本を含め、略号はゴシック体で示してある。